# 袁躍
袁 躍（えん やく、生没年不詳）は、北魏の官僚・文人。字は景騰。本貫は陳郡陽夏県。

## 経歴
袁宣の子として生まれた。博学俊才で、性格は風変わりでなく、交友に篤かった。兄の袁翻は「躍は我が家の千里の駒と謂うべきなり」と評していた。司空行参軍を初任とし、尚書都兵郎中に転じ、員外散騎常侍の位を加えられた。明堂を立てるにあたって、袁躍が意見を上奏すると、当時の人々はその博識ぶりをたたえた。正光年間に柔然の阿那瓌が敗れて北魏に来朝し、北魏はその帰国を支援したが、阿那瓌から北魏への朝貢の言辞はすこぶる無礼なものであった。袁躍は朝臣として阿那瓌に信書を送り、利害を説いたが、その言辞はたいへん美しいことで知られた。後に袁躍は清河王元懌の下で文学をつとめ、その文才により元懌に可愛がられた。元懌の上表文の多くは袁躍の手で書かれた。袁躍が死去すると、冠軍将軍・吏部郎中の位を追贈された。製作された文集が当時の世間に通行した。
子はなく、兄の袁翻の子の袁聿修が後を嗣いだ。袁聿修は、7歳で父を失い、9歳で青州に主簿として召された。落ちついた性格で、鑑識眼があり、欲は少なく、物を争わなかったので、おばの夫の崔休に深く賞賛された。18歳で青州中正をつとめ、尚書度支郎中を兼ねた。北斉が建国されると、太子庶子に任じられ、本官のまま博陵郡太守を代行した。

## 伝記資料
- 『魏書』巻85 列伝第73
- 『北史』巻47 列伝第35